# Bégrolles-en-Mauges
Bégrolles-en-Mauges est une commune française située dans le département de Maine-et-Loire, en région Pays de la Loire.

## Géographie

### Localisation
Commune angevine des Mauges, Bégrolles-en-Mauges se situe à l'ouest du May-sur-Èvre, sur la route D 147, Saint-Macaire-en-Mauges / Le May-sur-Èvre.

### Climat
Le climat qui caractérise la commune est qualifié, en 2010, de « climat océanique altéré », selon la typologie des climats de la France qui compte alors huit grands types de climats en métropole. En 2020, la commune ressort du même type de climat dans la classification établie par Météo-France, qui ne compte désormais, en première approche, que cinq grands types de climats en métropole. Il s’agit d’une zone de transition entre le climat océanique, le climat de montagne et le climat semi-continental. Les écarts de température entre hiver et été augmentent avec l'éloignement de la mer. La pluviométrie est plus faible qu'en bord de mer, sauf aux abords des reliefs.
Les paramètres climatiques qui ont permis d’établir la typologie de 2010 comportent six variables pour les températures et huit pour les précipitations, dont les valeurs correspondent à la normale 1971-2000. Les sept principales variables caractérisant la commune sont présentées dans l'encadré ci-après.
| Paramètres climatiques communaux sur la période 1971-2000 - Moyenne annuelle de température : 11,6 °C - Nombre de jours avec une température inférieure à −5 °C : 1,8 j - Nombre de jours avec une température supérieure à 30 °C : 4 j - Amplitude thermique annuelle : 14,2 °C - Cumuls annuels de précipitation : 782 mm - Nombre de jours de précipitation en janvier : 12,2 j - Nombre de jours de précipitation en juillet : 6,3 j |

Avec le changement climatique, ces variables ont évolué. Une étude réalisée en 2014 par la Direction générale de l'Énergie et du Climat complétée par des études régionales prévoit en effet que la  température moyenne devrait croître et la pluviométrie moyenne baisser, avec toutefois de fortes variations régionales. La station météorologique de Météo-France installée sur la commune et mise en service en 1950 permet de connaître en continu l'évolution des indicateurs météorologiques. Le tableau détaillé pour la période 1981-2010 est présenté ci-après.
| Mois                                  | jan.            | fév.           | mars           | avril           | mai             | juin           | jui.           | août          | sep.            | oct.            | nov.          | déc.             | année     |
| ------------------------------------- | --------------- | -------------- | -------------- | --------------- | --------------- | -------------- | -------------- | ------------- | --------------- | --------------- | ------------- | ---------------- | --------- |
| Température minimale moyenne (°C)     | 2,2             | 1,9            | 3,6            | 5,1             | 8,7             | 11,5           | 13,3           | 13,1          | 10,7            | 8,6             | 4,8           | 2,6              | 7,2       |
| Température moyenne (°C)              | 5,2             | 5,6            | 8,1            | 10,2            | 14              | 17,3           | 19,3           | 19,1          | 16,2            | 12,8            | 8,2           | 5,5              | 11,8      |
| Température maximale moyenne (°C)     | 8,2             | 9,3            | 12,6           | 15,4            | 19,3            | 23,1           | 25,2           | 25,1          | 21,8            | 17              | 11,6          | 8,5              | 16,5      |
| Record de froid (°C) date du record   | −15 17.01.1985  | −16 15.02.1956 | −10,7 01.03.05 | −4,5 12.04.1986 | −1,3 07.05.1957 | 1,5 23.06.1956 | 5,3 23.07.1954 | 4 31.08.1986  | 1,1 26.09.10    | −4,7 30.10.1997 | −7,2 16.11.07 | −11,2 28.12.1962 | −16 1956  |
| Record de chaleur (°C) date du record | 17,6 21.01.1969 | 22,8 27.02.19  | 23,6 31.03.21  | 28,6 24.04.1984 | 33,1 25.05.1953 | 38,3 27.06.19  | 39 23.07.19    | 39,5 07.08.20 | 36,8 02.09.1961 | 30,7 02.10.11   | 21,5 01.11.15 | 18,1 04.12.1953  | 39,5 2020 |
| Précipitations (mm)                   | 96,7            | 70,2           | 67,4           | 67,1            | 69,2            | 46,2           | 56,2           | 42,2          | 66,4            | 92,2            | 87,7          | 99,8             | 861,3     |

## Urbanisme

### Typologie
Au 1er janvier 2024, Bégrolles-en-Mauges est catégorisée bourg rural, selon la nouvelle grille communale de densité à sept niveaux définie par l'Insee en 2022.
Elle est située hors unité urbaine. Par ailleurs la commune fait partie de l'aire d'attraction de Cholet, dont elle est une commune de la couronne,. Cette aire, qui regroupe 26 communes, est catégorisée dans les aires de 50 000 à moins de 200 000 habitants,.

### Occupation des sols
L'occupation des sols de la commune, telle qu'elle ressort de la base de données européenne d’occupation biophysique des sols Corine Land Cover (CLC), est marquée par l'importance des territoires agricoles (93,5 % en 2018), en diminution par rapport à 1990 (96,1 %). La répartition détaillée en 2018 est la suivante : 
terres arables (55,9 %), zones agricoles hétérogènes (21,7 %), prairies (15,9 %), zones urbanisées (6,3 %), mines, décharges et chantiers (0,1 %). L'évolution de l’occupation des sols de la commune et de ses infrastructures peut être observée sur les différentes représentations cartographiques du territoire : la carte de Cassini (XVIIIe siècle), la carte d'état-major (1820-1866) et les cartes ou photos aériennes de l'IGN pour la période actuelle (1950 à aujourd'hui).

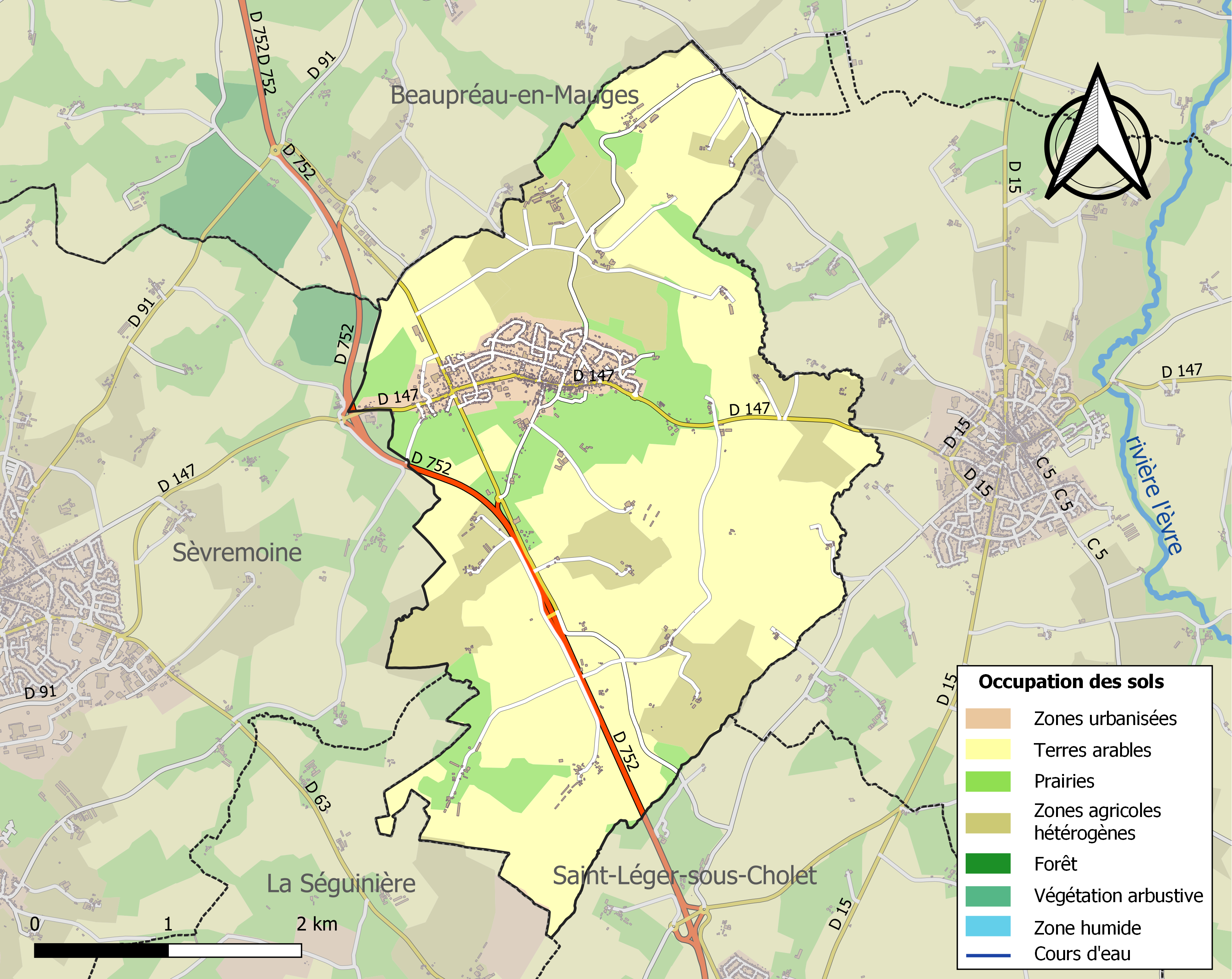
Carte des infrastructures et de l'occupation des sols de la commune en 2018 (CLC).

## Toponymie et héraldique

### Toponymie
On ne connait aucune forme ancienne du nom. Bégrolles jusqu'en 1920.

### Héraldique
| Blason de Bégrolles-en-Mauges | Blason  | D'argent au chêne de sinople à deux branches posées en chevron renversé, le tronc chargé d’une croix latine perronnée de trois pièces d’or, le tout mouvant de la pointe, accompagné en chef d’une fontaine de pourpre. |
| Blason de Bégrolles-en-Mauges | Détails | Le statut officiel du blason reste à déterminer. |

## Histoire
Pendant la guerre de 1870, 13 habitants sont tués.
Pendant la première Guerre mondiale, 45 habitants perdent la vie. Lors de la seconde Guerre mondiale, 2 habitants sont tués.

## Politique et administration

### Administration municipale
Bégrolles est érigée en commune en janvier 1850,.
| Période                                  | Période                   | Identité               | Étiquette | Qualité                                                                      |
| ---------------------------------------- | ------------------------- | ---------------------- | --------- | ---------------------------------------------------------------------------- |
| 1850                                     | 1851                      | François Barraud       |           |                                                                              |
| 1851                                     | 1852                      | René Boumard           |           |                                                                              |
| 1852                                     | 1859                      | Barthélémy Boisdron    |           |                                                                              |
| 1859                                     | 1865                      | Pierre Brevet          |           |                                                                              |
| 1865                                     | 1870                      | Bidet-Brouard          |           |                                                                              |
| 1870                                     | 1871                      | François Métayer       |           |                                                                              |
| 1871                                     | 1878                      | Joseph Boumard         |           |                                                                              |
| 1878                                     | 1900                      | Pierre Brevet          |           |                                                                              |
| 1900                                     | 1919                      | Jean Colaisseau        |           |                                                                              |
| 1919                                     | 1929                      | Émile Percher          |           |                                                                              |
| 1929                                     | 1935                      | Joseph Mary            |           |                                                                              |
| 1935                                     | mars 1965                 | Pierre Brin            |           |                                                                              |
| mars 1965                                | juin 1995                 | Jean-Baptiste Brel     |           | Mécanicien agricole                                                          |
| juin 1995                                | mars 2014                 | Claude Charrier        | DVD       | Technicien retraité                                                          |
| mars 2014                                | En cours (au 29 mai 2020) | Pierre-Marie Cailleau, | SE-DVD    | Retraité de l'enseignement Conseiller délégué à l'Agglomération du Choletais |
| Les données manquantes sont à compléter. |                           |                        |           |                                                                              |

### Intercommunalité
Jusqu'en juin 2015, la commune est membre de la communauté de communes du Centre-Mauges, elle-même membre du syndicat mixte Pays des Mauges. Au cours des années 2012 et 2013, la demande d'adhésion de Bégrolles à l'intercommunalité du Choletais n'aboutit pas ; la décision étant repoussée à l'issue des élections municipales de mars 2014. En mars 2015, la préfecture autorise la commune de Bégrolles-en-Mauges à sortir de la communauté de communes du Centre-Mauges pour rejoindre la communauté d'agglomération du Choletais. La sortie de Bégrolles de l'intercommunalité du Centre-Mauges est effective au 1er juillet 2015, et l'intégration à l'intercommunalité de Cholet est quant à elle repoussée au 1er janvier 2016.

## Population et société

### Démographie
Les habitants sont appelés les Bégrollais.

#### Évolution démographique
L'évolution du nombre d'habitants est connue à travers les recensements de la population effectués dans la commune depuis 1851. Pour les communes de moins de 10 000 habitants, une enquête de recensement portant sur toute la population est réalisée tous les cinq ans, les populations de référence des années intermédiaires étant quant à elles estimées par interpolation ou extrapolation. Pour la commune, le premier recensement exhaustif entrant dans le cadre du nouveau dispositif a été réalisé en 2007.

En 2022, la commune comptait 2 115 habitants, en évolution de +3,68 % par rapport à 2016 (Maine-et-Loire : +2,12 %, France hors Mayotte : +2,11 %).
| 1851  | 1856  | 1861  | 1866  | 1872  | 1876  | 1881  | 1886  | 1891  |
| ----- | ----- | ----- | ----- | ----- | ----- | ----- | ----- | ----- |
| 1 044 | 1 161 | 1 175 | 1 169 | 1 277 | 1 168 | 1 095 | 1 081 | 1 049 |

| 1896  | 1901  | 1906 | 1911 | 1921 | 1926 | 1931 | 1936 | 1946 |
| ----- | ----- | ---- | ---- | ---- | ---- | ---- | ---- | ---- |
| 1 021 | 1 000 | 931  | 923  | 786  | 844  | 860  | 880  | 976  |

| 1954  | 1962  | 1968  | 1975  | 1982  | 1990  | 1999  | 2006  | 2007  |
| ----- | ----- | ----- | ----- | ----- | ----- | ----- | ----- | ----- |
| 1 075 | 1 104 | 1 146 | 1 254 | 1 435 | 1 520 | 1 531 | 1 721 | 1 749 |

| 2012  | 2017  | 2022  | - | - | - | - | - | - |
| ----- | ----- | ----- | - | - | - | - | - | - |
| 1 976 | 2 068 | 2 115 | - | - | - | - | - | - |

#### Pyramide des âges
La population de la commune est relativement jeune.
En 2018, le taux de personnes d'un âge inférieur à 30 ans s'élève à 40,0 %, soit au-dessus de la moyenne départementale (37,2 %). À l'inverse, le taux de personnes d'âge supérieur à 60 ans est de 18,0 % la même année, alors qu'il est de 25,6 % au niveau départemental.
En 2018, la commune compte 1 091 hommes pour 998 femmes, soit un taux de 52,23 % d'hommes, largement supérieur au taux départemental (48,63 %).
Les pyramides des âges de la commune et du département s'établissent comme suit.
| Hommes | Classe d’âge | Femmes |
| ------ | ------------ | ------ |
| 1,0    | 90 ou +      | 0,3    |
| 3,6    | 75-89 ans    | 5,6    |
| 12,5   | 60-74 ans    | 13,1   |
| 20,5   | 45-59 ans    | 18,5   |
| 22,2   | 30-44 ans    | 22,6   |
| 15,5   | 15-29 ans    | 15,6   |
| 24,7   | 0-14 ans     | 24,3   |

| Hommes | Classe d’âge | Femmes |
| ------ | ------------ | ------ |
| 0,9    | 90 ou +      | 2,1    |
| 7      | 75-89 ans    | 9,5    |
| 16,2   | 60-74 ans    | 16,9   |
| 19,4   | 45-59 ans    | 18,7   |
| 18,2   | 30-44 ans    | 17,5   |
| 18,8   | 15-29 ans    | 17,6   |
| 19,5   | 0-14 ans     | 17,6   |

## Économie
Sur 122 établissements présents sur la commune à fin 2010, 28 % relèvent du secteur de l'agriculture (pour une moyenne de 17 % sur le département), 8 % du secteur de l'industrie, 13 % du secteur de la construction, 42 % de celui du commerce et des services et 9 % du secteur de l'administration et de la santé. Cinq ans plus tard, en 2015, sur les 113 établissements présents, 18 % relèvent du secteur de l'agriculture (pour une moyenne de 11 % sur le département), 9 % du secteur de l'industrie, 14 % de celui de la construction, 46 % du secteur du commerce et des services et 13 % de celui de l'administration et de la santé.

## Culture locale et patrimoine

### Lieux et monuments
- L'abbaye de Bellefontaine, détruite lors des guerres de Vendée et reconstruite au XIXe siècle ;
- Le moulin des Landes ;
- Le logis de Bégrolles ;
- L'église Notre-Dame.

### Personnalités liées à la commune
- Jean-Victor Tharreau (1767-1812), né à Bégrolles, général sous la Révolution et l'Empire.
- Gabriel Sortais (1902-1963), prieur de l'abbaye de Bellefontaine de 1936 à 1951, une place de Bégrolles porte son nom depuis 2002[37].